# Massacro del Guangxi

Guangxi

Per massacro del Guangxi (廣西大屠殺T, 广西大屠杀S, Guǎngxī DàtúshāP), o massacro della rivoluzione culturale nel Guangxi (廣西文革大屠殺T, 广西文革大屠杀S, Guǎngxī Wéngé DàtúshāP), si intende una vasta serie di episodi di linciaggio e torture operate nella regione meridionale della Cina durante la rivoluzione culturale (1966-1976).
Le cifre ufficiali riportano un bilancio di vittime stimato da 100.000 a 150.000. Le stragi furono eseguite per mezzo di: decapitazione, pestaggio, sepoltura da vivi, lapidazione, annegamento, sventramento e così via. In alcune aree, tra cui la contea di Wuxuan e il distretto di Wuming, si verificarono episodi di cannibalismo umano su larga scala anche in assenza di carestia; secondo i registri pubblici disponibili, almeno 137 persone - forse centinaia di più - furono mangiate da altre e circa un migliaio di persone si diedero al cannibalismo. Altri ricercatori hanno riportato che 421 persone, di cui si potevano identificare i nomi, erano state mangiate, e risultavano segnalazioni di cannibalismo in dozzine di contee dello Guangxi.
Dopo la Rivoluzione culturale, durante il periodo Boluan Fanzheng, le persone coinvolte nel massacro o nel cannibalismo ricevettero punizioni di livello minore. Nella contea di Wuxuan, dove sono state consumate almeno 38 persone, quindici partecipanti sono stati perseguiti, ricevendo fino a 14 anni di carcere; inoltre, novantuno membri del Partito Comunista Cinese (PCC) sono stati espulsi dal Partito e trentanove funzionari non iscritti al Partito Comunista sono stati retrocessi o hanno subito un taglio di stipendio. Sebbene il cannibalismo fosse sponsorizzato dagli uffici locali del Partito Comunista e della milizia, nessuna prova diretta suggerisce che qualcuno nella direzione del Partito Comunista nazionale, incluso Mao Zedong, sapesse del cannibalismo o che addirittura lo approvasse. Tuttavia, alcuni studiosi hanno sottolineato che la contea di Wuxuan aveva notificato alla dirigenza centrale (tramite canale interno) atti di cannibalismo nel 1968.

## Contesto storico

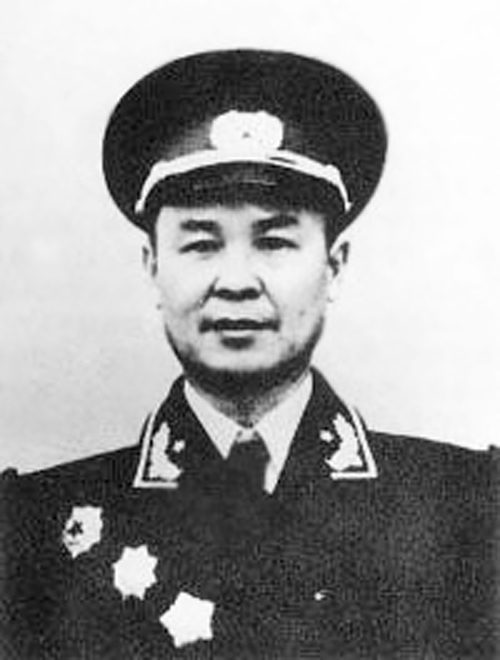
Wei Guoqing

Nel maggio 1966 Mao Zedong lanciò la Rivoluzione culturale. A partire dal marzo 1967, si formarono gradualmente due fazioni tra le truppe e i civili nel Guangxi. Una fazione (nota in breve come "quartier generale unito"), ha sostenuto incondizionatamente Wei Guoqing, che era il presidente del Guangxi e un alto funzionario del PCC, per dirigere la rivoluzione nel Guangxi. L'altra fazione (nota come "4.22"), si oppose a tale supporto incondizionato, chiedendo a Wei di fare autocritica. Scontri e massacri tra gli appartenenti alle due fazioni ebbero presto luogo nelle regioni rurali del Guangxi.
Anche se la "fazione 4.22" aveva ricevuto il sostegno del premier Zhou Enlai nell'agosto 1967, risultava però in svantaggio in tutto il Guangxi, tranne che nella città di Guilin. Nel febbraio 1968 la regione militare di Guangzhou ordinò alle truppe che sostenevano la "fazione 4.22" di allontanarsi dalla regione; nell'aprile 1968, Huang Yongsheng, allora capo della regione militare di Guangzhou, dichiarò la "fazione 4.22" una "organizzazione reazionaria", e iniziò una massiccia repressione (e allo stesso tempo ebbe luogo anche il massacro del Guangdong). Dall'estate del 1968 il massacro si diffuse dalle regioni rurali alle città del Guangxi.

## Metodi di uccisione
Nel massacro, i metodi di uccisione utilizzati hanno incluso "decapitazione, violenze fisiche fino alla morte, sepoltura da vivo, lapidazione, annegamento, ustioni con acqua bollente sul corpo, massacri di gruppo, sventramento, estrazione di cuore, fegato, genitali, tagli sul corpo, far esplodere con dinamite e altro".
- In un caso, secondo i registri ufficiali, una persona è stata legata a dinamite ed è stata fatta saltare in aria da altre persone, solo per divertimento.[1]
- In un altro caso del 1968, "un istruttore di geografia di nome Wu Shufang (吴树芳) è stato picchiato a morte dagli studenti della scuola media di Wuxuan. Il corpo è stato poi portato sulle pietre piatte del fiume Qian dove un altro insegnante è stato costretto da studenti armati a strappargli il cuore e il fegato. Poi a scuola gli alunni hanno cucinato e consumato gli organi".[6][9]

## Bilancio delle vittime

### Primo gruppo investigativo
Nell'aprile 1981, un gruppo investigativo di oltre 20 persone è stato formato su disposizione della Commissione centrale per l'ispezione della disciplina, dell'Ufficio generale del Partito comunista cinese, del Dipartimento per l'organizzazione del Partito comunista cinese, del Ministero della pubblica sicurezza, della Corte suprema del popolo e della Procura suprema del popolo.
Nel giugno 1981, l'inchiesta ha concluso che il bilancio delle vittime era di oltre 100.000, mentre alcuni funzionari e civili hanno affermato in privato che il bilancio delle vittime era di 70.400, 150.000, 200.000 o addirittura 500.000.

### Secondo gruppo investigativo
Nel marzo 1983, un altro gruppo investigativo di 40 persone è stato istituito dal Comitato Centrale del Partito Comunista Cinese. Nel gennaio 1984, il gruppo investigativo ha concluso che 89.700 decessi potevano essere identificati per nome e indirizzo, che oltre 20.000 persone erano scomparse e che oltre 30.000 morti non potevano essere identificate.

### Studi accademici
Nel 2006, il professor Su Yang (苏阳) dell'Università della California, Irvine, ha sostenuto che il massacro del Guangxi è stato il massacro più grave durante la Rivoluzione culturale cinese. Ha affermato che tra i 65 documenti ufficiali delle contee disponibili nel Guangxi, in 43 contee risultano riferimenti a massacri locali, e in 15 registrano anche un bilancio di vittime che supera le 1000. Il bilancio medio delle vittime è stato di 526 tra tutte le contee che hanno denunciato un massacro.

## Cannibalismo massiccio

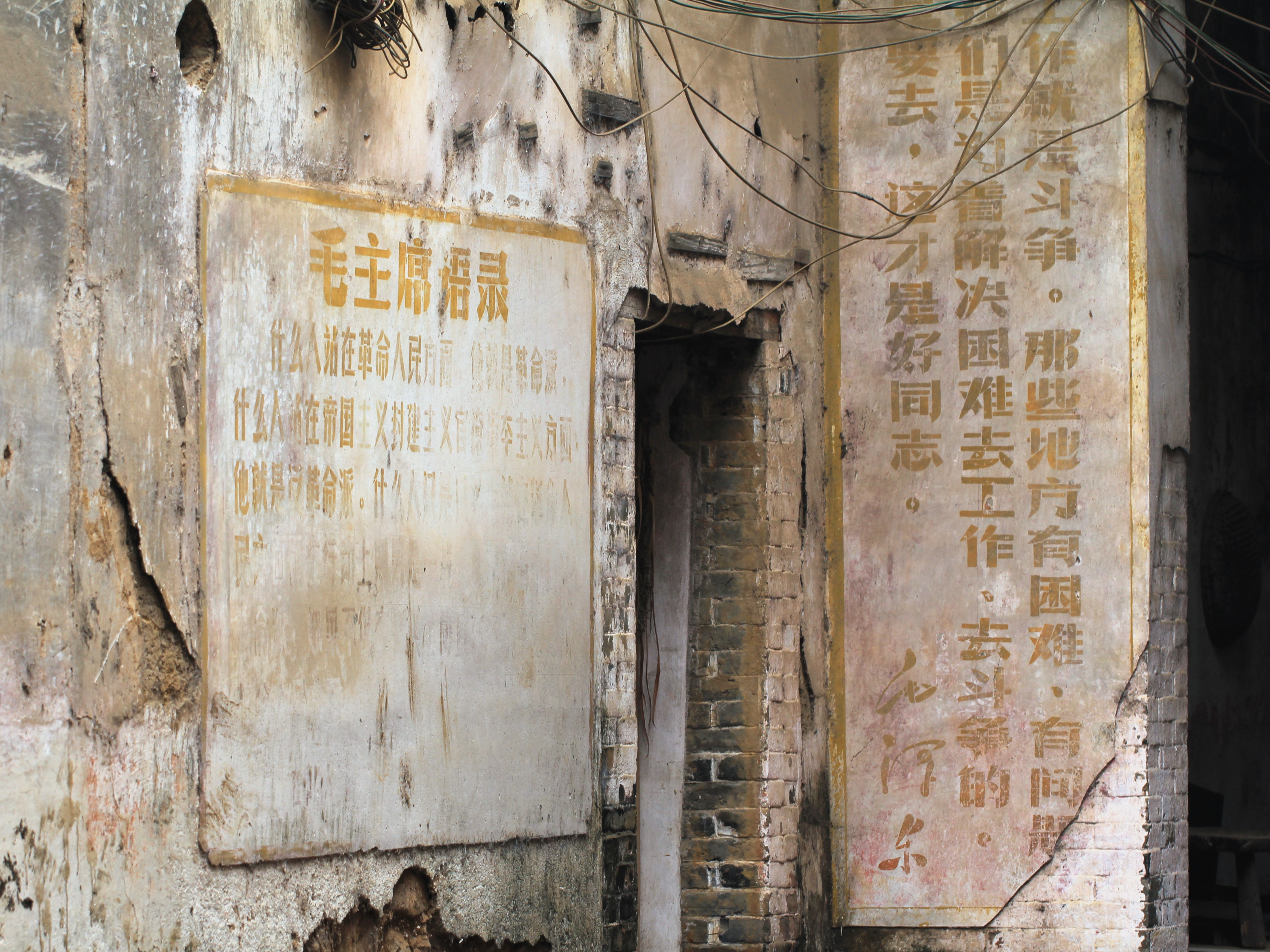
L'immagine mostra le citazioni del presidente Mao Zedong su un muro di strada di Wuxuan. Il cannibalismo era prevalente nella contea di Wuxuan del Guangxi durante la Rivoluzione Culturale.

Il cannibalismo umano risulta essersi verificato nel Guangxi durante la Rivoluzione Culturale. Secondo Zheng Yi (郑义), uno studioso che ha condotto ricerche dettagliate sull'argomento alla fine degli anni '80 e che successivamente ha contrabbandato alcune copie di documenti ufficiali negli Stati Uniti, almeno 137 persone, ma forse centinaia di più, sono state mangiate da altre e migliaia hanno partecipato agli episodi di cannibalismo. I documenti registrano anche una grande varietà di forme di cannibalismo, tra cui mangiare persone come spuntino dopo cena, tagliare la carne in occasione di grandi feste, dividere la carne in modo che ogni persona potesse portare a casa un grosso pezzo, grigliare o arrostire il fegato e altro ancora.

Secondo Yan Lebin (晏乐斌), un membro del Ministero della Pubblica Sicurezza che si è unito a entrambi i gruppi investigativi:
Nel 1968, 38 persone nella contea di Wuxuan furono mangiate e 113 funzionari della contea hanno partecipato al consumo di carne, cuori e fegati umani. Chen Guorong, un contadino della contea di Guigang che passava per Wuxuan, è stato catturato e ucciso dalla milizia locale perché era grasso; il suo cuore e il suo fegato furono tolti mentre la sua carne fu distribuita a 20 persone. Una leader di una milizia femminile ha mangiato 6 fegati umani in totale, ha tagliato i genitali di 5 uomini e li ha immersi in alcol che avrebbe bevuto in seguito, sostenendo che questi organi erano benefici per la sua salute. Il comportamento di mangiare carne, cuori e fegati umani si è verificato in molte contee del Guangxi tra cui Wuxuan, Wuming, Shangsi, Guigang, Qinzhou, Guiping e Lingyun.
Secondo Song Yongyi (宋永毅), uno storico cinese che lavora alla California State University, Los Angeles:
I ricercatori indipendenti nel Guangxi hanno contato un totale di 421 persone che sono state mangiate. Ma ci sono state segnalazioni di cannibalismo in 27 contee del Guangxi, che rappresentano i due terzi di tutte le contee del Guangxi. C'era un uomo che si diceva fosse nella cosiddetta "quinta categoria", che è stato picchiato a morte mentre era in piedi. Aveva due figli, uno di 11 anni e l'altro di 14. Funzionari locali e milizie armate dissero che era importante sradicare queste persone, e quindi non solo uccisero quei due bambini, ma li mangiarono anche. Ciò è avvenuto nella contea di Pubei, Guangxi, dove 35 persone sono state uccise e mangiate in totale. La maggior parte di loro erano ricchi proprietari terrieri e le loro famiglie. C'era un proprietario terriero di nome Liu Zhengjian la cui intera famiglia fu spazzata via. Aveva una figlia di 17 anni, Liu Xiulan, che è stata stuprata da nove persone [per 19 volte] che poi le hanno squarciato la pancia e le hanno mangiato fegato e seni. Si sono verificati tanti incidenti come questo.
Secondo Frank Dikötter, Chair Professor of Humanities presso l'Università di Hong Kong, Senior Fellow presso Hoover Institution di Stanford e vincitore del 2011 Samuel Johnson Prize:
Per tutto il 1967 ma anche il 1968, ci furono fazioni nelle campagne che iniziarono non solo a eliminarsi fisicamente, ma in un paio di piccole città iniziarono letteralmente a mangiarsi a vicenda. In altre parole, non è sufficiente eliminare il tuo nemico di classe. Devi mangiargli il cuore, quindi ci sono casi ben documentati di cannibalismo rituale. C'era una gerarchia nel consumo dei nemici di classe. I leader banchettavano con cuore e fegato, mescolati con carne di maiale, mentre agli abitanti dei villaggi era consentito solo mangiare braccia e cosce delle vittime.

## Risposte pubbliche

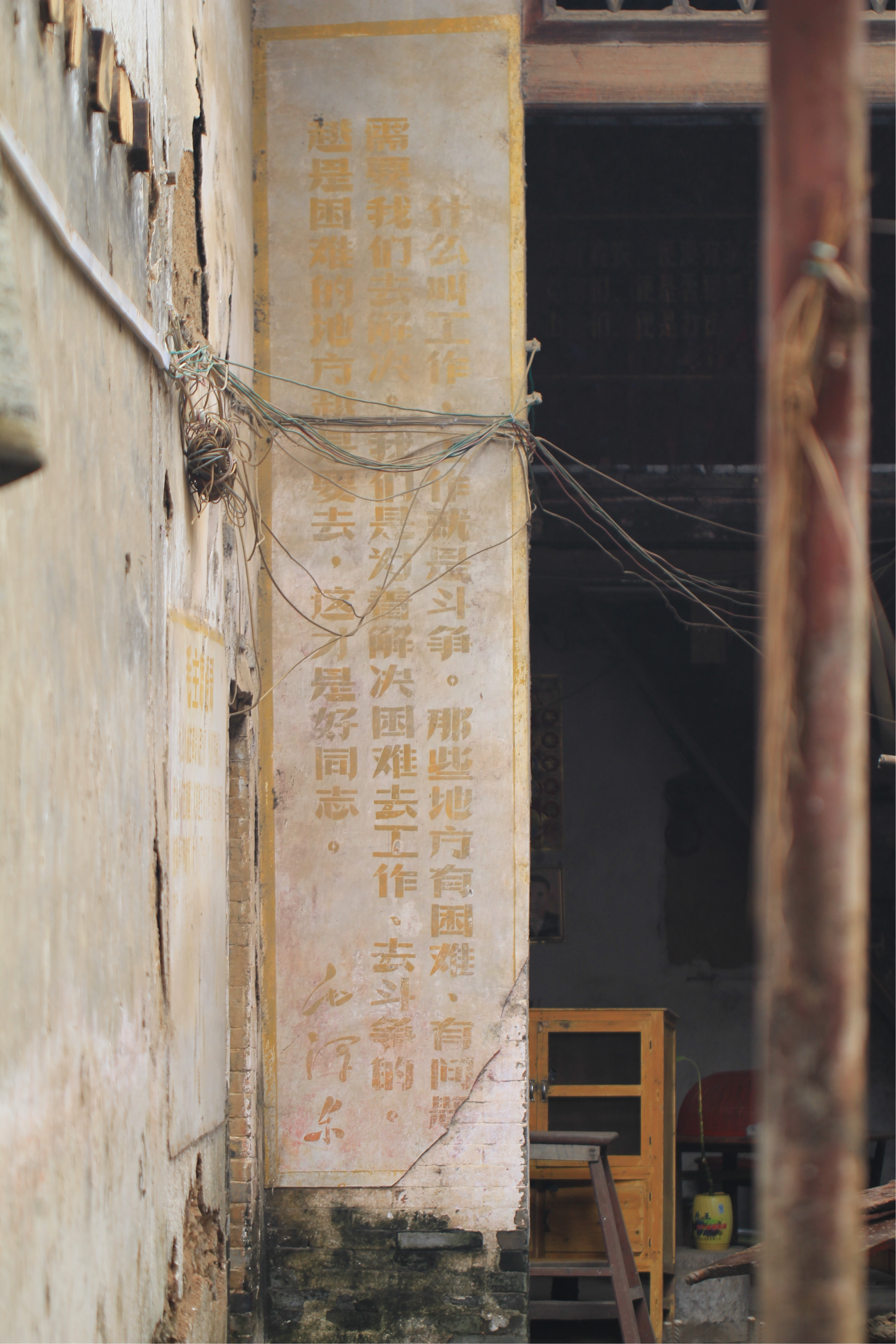
Citazioni di Mao Zedong a Wuxuan, Guangxi.

- Nel 2016, l'Agence France-Presse (AFP) ha intervistato un uomo del posto di cognome Luo che ha risposto: "Cannibalismo? Ero qui allora, ci sono passato. Ma Wuxuan si è sviluppata rapidamente negli ultimi anni e ora. Quella storia non ha significato".[6][16] Ding Xueliang (丁学良), professore presso l'Università di Scienza e Tecnologia di Hong Kong, ha detto all'AFP che "questo non era cannibalismo a causa di difficoltà economiche, come durante la carestia. Non è stato causato da ragioni economiche, ma è stato causato da eventi politici, odio politico, ideologie politiche, e rituali politici".[6][16]
- Nel 2016, The Guardian ha dichiarato nella sua recensione sulla Rivoluzione culturale che "forse la regione più colpita è stata la provincia meridionale del Guangxi, dove sono stati segnalati omicidi di massa e persino cannibalismo".[17]
- Nel 2013, Renmin Wang, i media ufficiali del Partito Comunista Cinese, così come altri media cinesi hanno ristampato un articolo del China Youth Daily, in cui si affermava che durante la Rivoluzione Culturale "in alcuni luoghi come il Guangxi, cuori e fegati di persone venivano mangiati dopo essere stati picchiati a morte e, sorprendentemente, tale cannibalismo era prevalente in quella regione!". L'articolo affermava inoltre: "nel corso della storia umana del XX secolo, c'è stato un paese che ha vissuto la Rivoluzione Culturale come il nostro? L'unico periodo paragonabile è stato la Germania nazista. Tuttavia, fino a questa data, non abbiamo nemmeno una recensione o riflessione su questo periodo storico... Una società che non riflette sulla Rivoluzione Culturale è forse ancora una tribù di cannibalismo".[18][19][20]
- Nel 2013, Qin Hui (秦晖), professore alla Università Tsinghua, ha discusso i contributi di Deng Xiaoping con Ezra Vogel, professore presso l'Università di Harvard. Qin ha detto, "la mia città natale è nel Guangxi, dove le persone sono state uccise in massacri durante l'era di Mao, e alcune di loro sono state mangiate da altri! Nella sanguinosa estate del 1968, le persone a Hong Kong e Macao sapevano che c'erano cadaveri che galleggiavano giù dal Fiume dell'Ovest al Fiume delle Perle".[21]
- Nel 2001, Time ha affermato che "la Rivoluzione Culturale di Mao Zedong è stata un'esplosione di fervore ideologico, isteria di massa e brutalità totale che ha provocato la morte di circa 10 milioni di cinesi e ha rovinato la vita di altri milioni di persone. Ora i racconti di dettagli ancora più orribili degli anni tra il 1966 e il 1976 stanno venendo alla luce: accuse di cannibalismo, che coinvolgono centinaia di uomini e donne che hanno violato il tabù più potente dell'umanità in nome della purezza rivoluzionaria".[10]
- Nel 1996, il Washington Post ha affermato che "il Partito [Comunista] vuole bloccare qualsiasi analisi approfondita del ruolo svolto dal defunto presidente Mao Zedong e da numerosi membri del partito. La piena divulgazione della verità potrebbe distruggere quella poca legittimità a cui il Partito si aggrappa ancora ".[8]
- Nel 1993, Newsweek affermò che "le storie erano strazianti. Presidi uccisi nei cortili delle scuole dagli studenti, poi cucinati e mangiati. Mense governative che esponevano corpi umani appesi ad uncini e li distribuivano ai dipendenti. Documenti contrabbandati fuori dalla Cina la scorsa settimana ha descritto le atrocità della Rivoluzione Culturale con dettagli grotteschi".[22]
- Nel 1993, il New York Times ha affermato che "gli incidenti riportati dal Guangxi sono stati apparentemente gli episodi di cannibalismo più estesi al mondo nell'ultimo secolo o più. Inoltre erano diversi da tutti gli altri, perché chi vi prendeva parte non era motivato dalla fame o da malattie psicopatiche. Invece, le azioni sembravano essere ideologiche: il cannibalismo, che i documenti dicono avveniva in pubblico, era spesso organizzato da funzionari locali del Partito Comunista, e le persone apparentemente partecipavano insieme per dimostrare il loro ardore rivoluzionario".[5]